# Steirische Volkspartei
De Steirische Volkspartei (Nederlands: Stiermarkse Volkspartij, STVP) is een Oostenrijkse politieke partij die deel uitmaakt van de Oostenrijkse Volkspartij (ÖVP) en actief is in de deelstaat Stiermarken.
De Steirische Volkspartei werd op 18 mei 1945 onder toeziend oog van de Sovjet-Russische bezetters opgericht en is sindsdien de belangrijkste regeringspartij van Stiermarken. De STVP onderhield in de jaren 1980 goede betrekkingen met de FPÖ in Stiermarken. Daarnaast waren er contacten tussen de partijleiding van de STVP en de regeringen van de aangrenzende Oostbloklanden.
Anders dan andere christendemocratische partijen in de Oostenrijkse deelstaten richt de STVP zich niet uitsluitend op katholieke en christelijke kiezers, maar ook op liberalen en gematigde nationalisten. De christendemocratische vleugel van de partij staat in de christelijk-sociale traditie. Soms leidt het eigenzinnig beleid van de STVP tot spanningen met de federale ÖVP.

## Verkiezingsuitslagen
De Steirische Volkspartei behaalde de volgende resultaten bij de lokale verkiezingen voor de Landdag van Stiermarken:
| Jaar | Percentage | Zetels  |
| ---- | ---------- | ------- |
| 1945 | 53,0%      | 26 / 48 |
| 1949 | 42,9%      | 22 / 48 |
| 1953 | 40,7%      | 21 / 48 |
| 1957 | 46,4%      | 24 / 48 |
| 1961 | 47,1%      | 24 / 48 |
| 1965 | 48,4%      | 29 / 56 |
| 1970 | 48,6%      | 28 / 56 |
| 1974 | 53,3%      | 31 / 56 |
| 1978 | 52,0%      | 30 / 56 |
| 1981 | 50,9%      | 30 / 56 |
| 1986 | 51,7%      | 30 / 56 |
| 1991 | 44,2%      | 26 / 56 |
| 1995 | 36,2%      | 21 / 56 |
| 2000 | 47,3%      | 27 / 56 |
| 2005 | 38,7%      | 24 / 56 |
| 2010 | 37,2%      | 22 / 56 |
| 2015 | 28,5%      | 14 / 48 |
| 2019 | 36,1%      | 18 / 48 |
| 2024 | 26,8%      | 13 / 48 |